# Ain sbaniouria
L’Ain sbaniouria (littéralement l’œil de l'espagnole) est un plat traditionnel tunisien, d’origine andalouse.

## Préparation

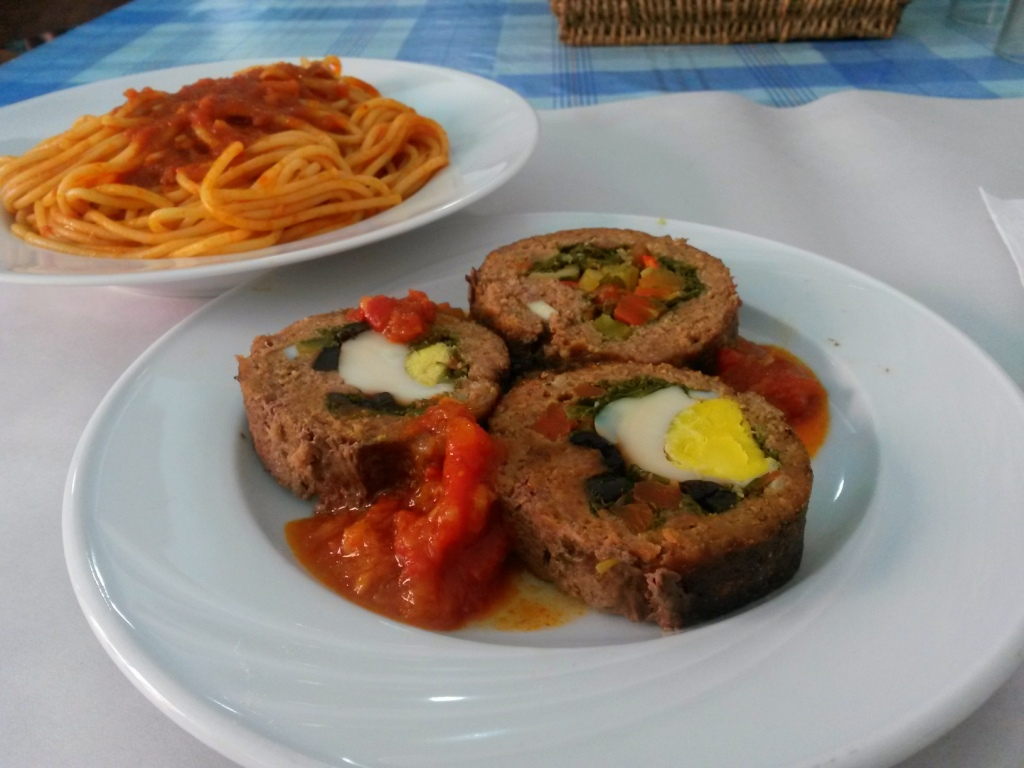

Il s’agit d’un roulé de viande hachée fourré avec des œufs, et accompagné de sauce tomate à l’ail et de pain.